# Lee Chang-dong
Dans ce nom coréen, le nom de famille, Lee, précède le nom personnel.
Pour les articles homonymes, voir Dong.
Lee Chang-dong est un écrivain, scénariste, réalisateur et producteur sud-coréen, né le 1er avril 1954 à Daegu. Il a également eu une courte activité politique comme ministre de la Culture de son pays.

## Un écrivain engagé
Né à Daegu (centre-est), Lee Chang-dong obtient son diplôme de langue coréenne et de littérature à l'université Kyungpook dans cette même ville en 1980. À cette époque la Corée du Sud vit sous une dictature militaire, et il prend part aux manifestations étudiantes contre le régime. Toujours à Daegu, il se consacre au théâtre, écrivant et montant des pièces. Après avoir enseigné le coréen brièvement au lycée, il se lance dans l'écriture avec son premier roman Chonri (The Booty) en 1983. Il se place dans un registre polémique qu'il conservera dans toutes ses œuvres futures (ainsi Chonri « évoque les émeutes sanglantes de 1980 à Gwangju). Il devient l'un des auteurs les plus reconnus dans son pays en poursuivant avec Burning Papers (1987) et Nokcheon (1992).
Son entrée dans le milieu du cinéma se fait par l'entremise de Park Kwang-su (un des cinéastes les plus en vue du pays, considéré comme le leader du Nouveau cinéma coréen) qui lui propose l'écriture de deux scénarios : To the Starry Island (1993) et A Single Park (1995).

## Cinéaste sur le tard
C'est à la surprise de beaucoup qu'il passe finalement derrière la caméra en 1997 avec Green Fish (dont il est aussi le scénariste), une critique de la société sud-coréenne racontant l'ascension malsaine d'un jeune homme dans l'univers du crime. Ce premier essai est un succès et son film est présenté dans plusieurs festivals internationaux.
Lorsqu'il est interrogé par Les Cahiers du cinéma sur son changement de mode d'expression, il explique que « c'est délicat d'y répondre » avant d'avancer que « la première raison, c'est qu'en tant qu'écrivain, à un moment [il a] senti des limites dans l'écriture » et que « la seconde raison, c'est qu'en tant qu'être humain, à l'âge de 39 ans, [il] voulai[t] éviter un chemin traditionnel, tout tracé ».
Son deuxième film Peppermint Candy, en 1999 obtient encore plus de succès autant en Corée qu'à l'international. Il met une nouvelle fois en exergue les séquelles de la dictature militaire (encore le massacre de Kwangju, la torture dans les commissariats, la crise économique de 1997…) en déroulant à rebours sur vingt ans la vie d'un homme qui vient de se suicider.
Récompensé par le Lion d'argent du meilleur réalisateur à Venise, son troisième film Oasis est son chef-d'œuvre à ce jour, qui le consacre définitivement (près d'un million et demi d'entrées en Corée). L'histoire atypique décrit l'amour entre un jeune homme attardé souffre-douleur et une handicapée physique.

## Ministre éphémère
Fin février 2003, Lee Chang-dong a été nommé ministre de la Culture de Corée du Sud au gouvernement du président Roh Moo-hyun. Arrivé à ce poste par surprise, il eut à faire face à l'imposition de quotas sur les productions américaines, permettant un développement des productions locales. Il quitte son poste dès 2004, éreinté par cette expérience et ce monde qui lui est étranger.

## Hommages et distinctions
En octobre 2005, il est l'invité de Thierry Frémaux à l'Institut Lumière.
En octobre 2006, il est fait chevalier de la Légion d'honneur pour « sa contribution au maintien des quotas afin de promouvoir la diversité culturelle en tant que ministre de la culture. » La cérémonie eut lieu à l'ambassade de France en Corée du Sud en présence du ministre Renaud Donnedieu de Vabres.
En 2007, il présente en compétition au Festival de Cannes son dernier film Secret Sunshine, racontant l'histoire d'une femme qui plonge dans la religion et la folie après l'assassinat de son fils. L'actrice principale Jeon Do-yeon est repartie couronnée du prix d'interprétation féminine. Au Festival de Cannes 2009, il est membre du jury sous la présidence d'Isabelle Huppert. Il revient dans la compétition cannoise en 2010 avec Poetry, récompensé par le prix du scénario. La même année il fait partie du jury du Festival international du film de Karlovy Vary 2010 sous la présidence de Ron Yerxa.
En 2018, il fait à nouveau partie de la sélection officielle du Festival de Cannes avec son long métrage Burning.

### Récompenses
- 2002 : Lion d'argent pour le meilleur réalisateur à la Mostra de Venise 2002 pour Oasis
- 2002 : prix FIPRESCI de la Mostra de Venise (section : compétition) pour Oasis
- 2008 : prix du meilleur réalisateur aux Asian Film Awards pour Secret Sunshine
- 2011 : prix du meilleur réalisateur aux Asian Film Awards pour Poetry
- 2011 : Regard d'or au Festival international de films de Fribourg pour Poetry
- 2018 : prix FIPRESCI du Festival de Cannes (section : compétition) pour Burning

## Filmographie

### Comme réalisateur
- 1997 : Green Fish (초록 물고기 , Chorok mulkogi)
- 2000 : Peppermint Candy (Bakha satang) (박하사탕)
- 2002 : Oasis (오아시스)
- 2007 : Secret Sunshine (밀양, Milyang)
- 2010 : Poetry (시, Si)
- 2018 : Burning (버닝)

### Comme scénariste
Lee Chang-dong est scénariste de tous les films qu'il a réalisés, mais aussi :
- 1993 : Geu seome gago shibda de Park Kwang-su
- 1995 : Jeon Tae-il de Park Kwang-su

### Comme producteur
- 2007 : Never Forever
- 2007 : Secret Sunshine (Milyang)
- 2009 : Une vie toute neuve, de Ounie Lecomte (oproduction franco-coréenne)
- 2014 : A Girl at My Door, de July Jung

## Œuvres littéraires
- Chonri (The Booty), 1983
- Burning Papers, 1987
- Nokcheon, Paris, Éditions du Seuil, coll. « Cadre Vert », 7 octobre 2005, 240 p.  (ISBN 2-02-063846-0)[9]